# 英土戰爭
英土戰爭是一場發生於1807－1809年間的戰爭，是拿破侖戰爭的一部份。
1806年夏天，在與第三次反法同盟（英國、俄羅斯、普魯士、瑞典）的戰爭中，拿破侖的大使奥拉斯·塞巴斯蒂亚尼伯爵說服土耳其樸特取消他們在1805年給予俄羅斯的一切特權，並只開放達達尼爾海峽給法國戰艦；而拿破侖則承諾會協助蘇丹鎮壓在塞爾維亞的一場叛亂及奪回土耳其失去的領土作為交換。當俄羅斯軍隊在1806年操往摩爾達維亞和瓦拉奇公國時，鄂圖曼向俄羅斯宣戰。 
1806年9月在達達尼爾行動中，英國向蘇丹塞利姆三世施壓要他驅逐塞巴斯蒂亞諾、向法國開戰、將多瑙河公国割給俄羅斯、並將鄂圖曼艦隊以及達達尼爾上的堡壘交出給英國皇家海軍。當塞利姆拒絕了英國的最後通牒後，英國一支由中將約翰·德偉富爵士指揮的分遣艦隊在1807年2月9日進入達達尼爾海峽、於2月19日在馬爾馬拉海上摧毀了鄂圖曼海軍並停泊在對面的伊斯坦堡。但土耳其人在塞巴斯蒂亞諾將軍及法國工程師協助下安裝了砲臺和加強了防禦工事。英國戰艦遭到砲轟，德偉富被迫在1807年3月3日駛回地中海。 
1807年3月16日，5,000名英國部隊侵入及佔領了在埃及的亞歷山大港，但被地方統治者穆罕默德·阿里重創及迫令撤離。然而，土耳其在與俄羅斯的大戰中沒得到法國多少的幫忙，拿破侖沒能確保俄羅斯遵守1807年的停火協議，因此鄂圖曼政府在1809年1月5日和當時正與法、俄交戰的英國達成達達尼爾條約。
　　　　　　　　　　　　　　　　　　　　　　　　　　　　　　──譯自英文維基文章版本編號：219249262 （页面存档备份，存于）